# Hansenius fuelleborni
Espèce
Synonymes
- Chelifer kewi fuelleborni Ellingsen, 1910

Hansenius fuelleborni est une espèce de pseudoscorpions de la famille des Cheliferidae.

## Distribution
Cette espèce se rencontre en Tanzanie, au Kenya, en Somalie et au Congo-Kinshasa.

## Description
L'holotype mesure 2,3 mm.

## Étymologie
Cette espèce est nommée en l'honneur de Friedrich Fülleborn.

## Publication originale
- Ellingsen, 1910 : Die Pseudoskorpione des Berliner Museums. Mitteilung aus dem Zoologischen Museum in Berlin, vol. 4, p. 357-423 (texte intégral).